# 5 000 mètres féminin aux Jeux olympiques d'été de 2016
Pour un article plus général, voir Athlétisme aux Jeux olympiques d'été de 2016.
Navigation
Londres 2012 Tokyo 2020
L'épreuve du 5 000 mètres féminin aux Jeux olympiques de 2016 se déroule les 16 et 19 août 2016 au Stade olympique de Rio de Janeiro, au Brésil. Elle est remportée par la Kényane Vivian Cheruiyot qui établit un nouveau record olympique en 14 min 26 s 17

## Records
Avant cette compétition, les records dans cette discipline étaient les suivants :
| Record du monde  | 14 min 11 s 15 | Tirunesh Dibaba | Éthiopie | 6 juin 2008       | Oslo   |
| Record olympique | 14 min 40 s 79 | Gabriela Szabo  | Roumanie | 25 septembre 2000 | Sydney |

## Médaillées
| Or               | Argent       | Bronze      |
| Vivian Cheruiyot | Hellen Obiri | Almaz Ayana |

## Résultats

### Séries

#### Série 1
| Rang | Athlète                   | Pays                             | Temps    | Notes |
| ---- | ------------------------- | -------------------------------- | -------- | ----- |
| 1    | Hellen Onsando Obiri      | Kenya                            | 15:19.48 | Q     |
| 2    | Yasemin Can               | Turquie                          | 15:19.50 | Q     |
| 3    | Mercy Cherono             | Kenya                            | 15:19.56 | Q     |
| 4    | Shelby Houlihan           | États-Unis                       | 15:19.76 | Q     |
| 5    | Susan Kuijken             | Pays-Bas                         | 15:19.96 | Q, SB |
| 6    | Madeline Heiner Hills     | Australie                        | 15:21.33 | q     |
| 7    | Miyuki Uehara             | Japon                            | 15:23.41 | q, SB |
| 8    | Ababel Yeshaneh           | Éthiopie                         | 15:24.38 | q     |
| 9    | Juliet Chekwel            | Ouganda                          | 15:29.07 |       |
| 10   | Laura Whittle             | Grande-Bretagne                  | 15:31.30 |       |
| 11   | Louise Carton             | Belgique                         | 15:34.39 |       |
| 12   | Kim Conley                | États-Unis                       | 15:34.39 |       |
| 13   | Jessica O'Connell         | Canada                           | 15:51.18 |       |
| 14   | Lucy Oliver               | Nouvelle-Zélande                 | 15:53.77 |       |
| 15   | Sharon Firisua            | Salomon                          | 18:01.62 |       |
| 16   | Beatrice Kamuchanga Alice | République démocratique du Congo | 19:29.47 |       |
|      | Dalila Aldulkadir         | Bahreïn                          | DNS      |       |

#### Série 2
- q* : athlètes repêchées.

| Rang | Athlète                   | Pays             | Temps    | Notes |
| ---- | ------------------------- | ---------------- | -------- | ----- |
| 1    | Almaz Ayana               | Éthiopie         | 15:04.35 | Q     |
| 2    | Senbere Teferi            | Éthiopie         | 15:17.43 | Q     |
| 3    | Vivian Cheruiyot          | Kenya            | 15:17.74 | Q     |
| 4    | Karoline Bjerkeli Grøvdal | Norvège          | 15:17.83 | Q     |
| 5    | Eilish McColgan           | Grande-Bretagne  | 15:18.20 | Q     |
| 6    | Eloise Wellings           | Australie        | 15:19.02 | q, SB |
| 7    | Genevieve LaCaze          | Australie        | 15:20.45 | q, PB |
| 8    | Stephanie Twell           | Grande-Bretagne  | 15:25.90 |       |
| 9    | Misaki Onishi             | Japon            | 15:29.17 |       |
| 10   | Mimi Belete               | Bahreïn          | 15:29.72 |       |
| 11   | Andrea Seccafien          | Canada           | 15:30.32 |       |
| 12   | Ayuko Suzuki              | Japon            | 15:41.81 |       |
| 13   | Stella Chesang            | Ouganda          | 15:49.80 |       |
| 14   | Jennifer Wenth            | Autriche         | 16:07.02 | q*    |
| 15   | Nikki Hamblin             | Nouvelle-Zélande | 16:43.61 | q*    |
| 16   | Abbey D'Agostino          | États-Unis       | 17:10.02 | q*    |
|      | Bibiro Ali Taher          | Tchad            | DNF      |       |

### Finale
| Rang               | Athlète                   | Pays             | Temps    | Notes |
| ------------------ | ------------------------- | ---------------- | -------- | ----- |
| Médaille d'or      | Vivian Cheruiyot          | Kenya            | 14:26.17 | OR    |
| Médaille d'argent  | Hellen Onsando Obiri      | Kenya            | 14:29.77 | PB    |
| Médaille de bronze | Almaz Ayana               | Éthiopie         | 14:33.59 |       |
| 4                  | Mercy Cherono             | Kenya            | 14:42.89 |       |
| 5                  | Senbere Teferi            | Éthiopie         | 14:43.75 |       |
| 6                  | Yasemin Can               | Turquie          | 14:56.96 |       |
| 7                  | Karoline Bjerkeli Grøvdal | Norvège          | 14:57.53 | PB    |
| 8                  | Susan Kuijken             | Pays-Bas         | 15:00.69 | PB    |
| 9                  | Eloise Wellings           | Australie        | 15:01.59 | SB    |
| 10                 | Madeline Heiner Hills     | Australie        | 15:04.05 | PB    |
| 11                 | Shelby Houlihan           | États-Unis       | 15:08.89 |       |
| 12                 | Genevieve LaCaze          | Australie        | 15:10.35 | PB    |
| 13                 | Eilish McColgan           | Grande-Bretagne  | 15:12.09 |       |
| 14                 | Ababel Yeshaneh           | Éthiopie         | 15:18.26 |       |
| 15                 | Miyuki Uehara             | Japon            | 15:34.97 |       |
| 16                 | Jennifer Wenth            | Autriche         | 15:56.11 |       |
| 17                 | Nikki Hamblin             | Nouvelle-Zélande | 16:14.24 | SB    |
| –                  | Abbey D'Agostino          | États-Unis       | DNS      |       |

## Légende
Records et Performances
- AR : Record continental (area record)
- CR : Record des championnats (championship record)
- MR : Record du meeting (meet record)
- NR : Record national (national record)
- OR : Record olympique (olympic record)
- PR : Record paralympique (paralympic record)
- PB : Record personnel (personal best)
- SB : Meilleure performance personnelle de la saison (season's best)
- WL : Meilleure performance mondiale de l'année (world leader)
- WJR : Record du monde junior (world junior record)
- WR : Record du monde (world record)

Circonstances et Conditions
- DNF : N'a pas terminé (did not finish)
- DNS : N'a pas pris le départ (did not start)
- DQ : Disqualification (disqualification)
- NM : Aucun essai valable enregistré (No Mark)
- Q : Qualifié « directement » au prochain tour (ou à la prochaine compétition), lors d'une compétition majeure, grâce au classement ou à la réalisation des minima (automatic qualifier)
- q : Qualifié au prochain tour (ou à la prochaine compétition), lors d'une compétition majeure, grâce au repêchage ou à la réalisation de l'une des meilleures performances parmi celles des « non qualifiés directement » (grâce au meilleur temps ou à la meilleure distance par exemple) (secondary qualifier)